# إينار ليبرغ
إينار ليبرغ (Einar Liberg) هو لاعب أولمبي لرياضة الرماية من النرويج. شارك في الأولمبياد الصيفي في 1908–1924، وفاز بما مجموعه 7 ميداليات.

## الميداليات
| ذهب | فضة | برونز | المجموع |
| 4   | 2   | 1     | 7       |

## روابط خارجية
- إينار ليبرغ على موقع أوليمبيديا (الإنجليزية)